# Festivalbar 1981 (compilation)
Festivalbar 1981 è una compilation di brani musicali famosi nel 1981, pubblicata nell'estate di quell'anno dalla Dischi Ricordi, in concomitanza con l'edizione omonima del Festivalbar.
La raccolta era disponibile in versione long playing e musicassetta, entrambe comprendenti due volumi.

## Tracce

### Disco 1
1. The Hit - The Hit
2. Umberto Tozzi - Notte rosa
3. Fiorella Mannoia - E muoviti un po'
4. Vincenzo Spampinato - Innamorati di me
5. Alberto Fortis - Settembre
6. Kith Hain - Uninvited Guests
7. Premiata Forneria Marconi - Come ti va?
8. Mia Martini - Ti regalo un sorriso
9. Pino D'Angiò - Un concerto da strapazzo
10. Ricchi e Poveri - M'innamoro di te
11. Alex Damiani - Non t'amo però
12. Ron - Al centro della musica
13. Gepy - Sera sarà
14. Mimmo Cavallo - Uh, mammà!

### Disco 2
1. Alan Sorrenti - La strada brucia
2. Fausto Leali - Canzone facile
3. Walter Foini - Non va che torno
4. Massimo Bubola - Senza famiglia
5. Number One Ensemble - Donna donna
6. Keith Marshall - Only Crying
7. Trix - C'est la vie
8. Rettore - Donatella
9. Gianna Nannini - Vieni ragazzo
10. Marco Ferradini - Schiavo senza catene
11. Francesco Magni - Canzone d'amore
12. Joe Dolce - Shaddap You Face
13. Ivan Graziani - Pasqua
14. Eduardo De Crescenzo - Uomini semplici
15. Franco Simone - Il mondo
16. Milk and Coffee - Sexy Lola

## Classifiche

### Festivalbar '81
| Classifica (1981)                     | Posizione |
| ------------------------------------- | --------- |
| Classifica degli album italiana       | 8         |
| Classifica di fine anno italiana 1981 | 38        |